# Seychellen-Zwergohreule
Die Seychellen-Zwergohreule (Otus insularis), auch als Seychelleneule oder Seychellenohreule bezeichnet, ist eine seltene Eulenart, die nur im Morne Seychellois National Park auf der Insel Mahé vorkommt.

## Beschreibung und Nahrung
Die Seychellen-Zwergohreule erreicht eine Größe von 19 bis 22 cm. Die Flügellänge beträgt 17 cm. Ihr Gefieder ist rotbraun und zeigt schwarze Schaftstreifen. Die Unterseite und der Gesichtsschleier sind rötlich. Die langen, grauen Beine sind ungefiedert. Die Federohren sind sehr klein. Die Augen sind groß und goldgelb. Ihr Ruf, der sich wie ein sägendes „waugh waugh“ mit unterschiedlichen „tok tok“-Tönen anhört, ist schon aus weiter Ferne wahrzunehmen. Er ist vor allem in der Dunkelheit zu hören. Ihre Nahrung besteht aus Geckos, Baumfröschen und Insekten (z. B. Heuschrecken).

## Gefährdung und Bestand
Das ursprüngliche Verbreitungsgebiet dieses 1880 erstmals beschriebenen Vogels waren die Seychellen-Inseln Mahé, Praslin und Silhouette. Durch die Abholzung der Bergwälder und die Einführung fremder Tiere wie Ratten, Katzen und Schleiereulen ging der Bestand so drastisch zurück, dass man die Art 1906 für ausgestorben hielt. 1959 wurde sie vom französischen Naturforscher Philippe Loustau-Lalanne in einem Bergnebelwald oberhalb 200 m NN auf Mahé wiederentdeckt. 1999 fand man das erste Nest. Der Bruterfolg blieb allerdings aus. 2000 nahm eine Infrarotkamera die ersten Fotos von einem Muttertier mit einem Nestling auf. Da man lange Zeit nichts über den Bestand wusste, hatte die IUCN diese Eulenart in die Kategorie „vom Aussterben bedroht“ (critically endangered) eingestuft. Durch die Entdeckung weiterer Populationen seit 1996 stellte man 2002 fest, dass sich der Bestand auf ca. 318 Tiere stabilisiert hatte. Heute erstreckt sich das Verbreitungsgebiet auf 159 Territorien, die eine Fläche von 33 km² umfassen. Dank dieser Erkenntnis wurde diese Eulenart 2004 in die Kategorie „bedroht“ (endangered) heruntergestuft.